# Azas
Azas (Asàs en occitan) est une commune française située dans le nord-est du département de la Haute-Garonne en région Occitanie. Sur le plan historique et culturel, la commune fait partie du Lauragais, l'ancien « Pays de Cocagne », lié à la fois à la culture du pastel et à l’abondance des productions, et de « grenier à blé du Languedoc ».
Exposée à un climat océanique altéré, elle est drainée par le ruisseau de Sieurac, le ruisseau de Toupiac et par divers autres petits cours d'eau.
Azas est une commune rurale qui compte 670 habitants en 2022, après avoir connu une forte hausse de la population depuis 1975. Elle fait partie de l'aire d'attraction de Toulouse. Ses habitants sont appelés les Azasois ou  Azasoises.

## Géographie

### Localisation
La commune d'Azas se trouve dans le département de la Haute-Garonne, en région Occitanie.
Elle se situe à 23 km à vol d'oiseau de Toulouse, préfecture du département, et à 17 km de Pechbonnieu, bureau centralisateur du canton de Pechbonnieu dont dépend la commune depuis 2015 pour les élections départementales.
La commune fait en outre partie du bassin de vie de Saint-Sulpice-la-Pointe.
Les communes les plus proches sont : 
Montpitol (3,0 km), Roquesérière (3,0 km), Lugan (3,6 km), Garrigues (5,1 km), Saint-Sulpice-la-Pointe (5,6 km), Saint-Jean-Lherm (5,6 km), Saint-Agnan (5,9 km), Montastruc-la-Conseillère (6,7 km).
Sur le plan historique et culturel, Azas fait partie du Lauragais, occupant une vaste zone, autour de l’axe central que constitue le canal du Midi, entre les agglomérations de Toulouse au nord-ouest et Carcassonne au sud-est et celles de Castres au nord-est et Pamiers au sud-ouest. C'est l'ancien « Pays de Cocagne », lié à la fois à la culture du pastel et à l’abondance des productions, et de « grenier à blé du Languedoc ».
Azas est limitrophe de cinq autres communes.
Les communes limitrophes sont  Garrigues, Lugan, Montpitol, Roquesérière et Saint-Sulpice-la-Pointe.
|              | Saint-Sulpice-la-Pointe (Tarn) |              |
| Roquesérière | Azas                           | Lugan (Tarn) |
| Montpitol    | Garrigues (Tarn)               |              |

Cette commune de l'aire d'attraction de Toulouse, limitrophe avec le département du Tarn.

### Géologie et relief
La superficie de la commune est de 1 283 hectares ; son altitude varie de 133  à   233 mètres.

### Hydrographie

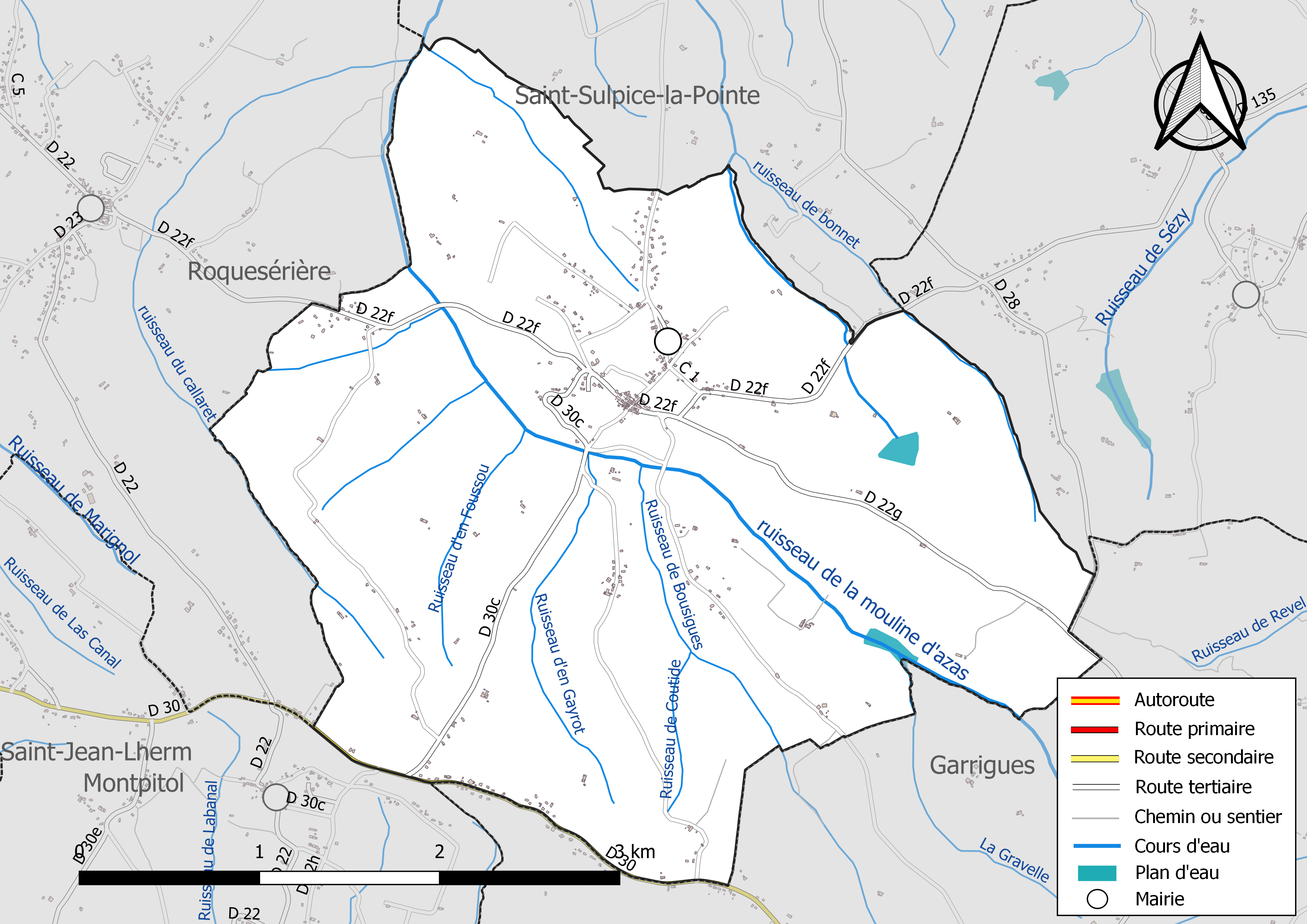
Réseaux hydrographique et routier d'Azas.

La commune est dans le bassin de la Garonne, au sein du bassin hydrographique Adour-Garonne. Elle est drainée par le ruisseau de Sieurac, le ruisseau de Toupiac, la Gravelle, le ruisseau de bonnet, le ruisseau de Bousigues, le ruisseau de Coutide, le ruisseau d'en Foussou, le ruisseau d'en Gayrot, le ruisseau du callaret et par divers petits cours d'eau, constituant un réseau hydrographique de 19 km de longueur totale,.
Le ruisseau de Sieurac, d'une longueur totale de 11,9 km, prend sa source dans la commune de Garrigues et s'écoule du sud-est vers le nord-ouest puis vers le nord. Il traverse la commune et se jette dans le Tarn à Mézens, après avoir traversé 5 communes.

### Climat
Pour des articles plus généraux, voir Climat de l'Occitanie et Climat de la Haute-Garonne.
En 2010, le climat de la commune est de type climat du Bassin du Sud-Ouest, selon une étude s'appuyant sur une série de données couvrant la période 1971-2000. En 2020, Météo-France publie une typologie des climats de la France métropolitaine dans laquelle la commune est exposée à un climat océanique altéré et est dans la région climatique Aquitaine, Gascogne, caractérisée par une pluviométrie abondante au printemps, modérée en automne, un faible ensoleillement au printemps, un été chaud (19,5 °C), des vents faibles, des brouillards fréquents en automne et en hiver et des orages fréquents en été (15 à 20 jours).
Pour la période 1971-2000, la température annuelle moyenne est de 13,3 °C, avec une amplitude thermique annuelle de 15,9 °C. Le cumul annuel moyen de précipitations est de 724 mm, avec 10,2 jours de précipitations en janvier et 5,5 jours en juillet. Pour la période 1991-2020, la température moyenne annuelle observée sur la station météorologique la plus proche, située sur la commune de Blagnac à 25 km à vol d'oiseau, est de 14,2 °C et le cumul annuel moyen de précipitations est de 627,0 mm,. Pour l'avenir, les paramètres climatiques de la commune estimés pour 2050 selon différents scénarios d’émission de gaz à effet de serre sont consultables sur un site dédié publié par Météo-France en novembre 2022.

### Milieux naturels et biodiversité
Aucun espace naturel présentant un intérêt patrimonial n'est recensé sur la commune dans l'inventaire national du patrimoine naturel,,.

## Urbanisme

### Typologie
Au 1er janvier 2024, Azas est catégorisée commune rurale à habitat dispersé, selon la nouvelle grille communale de densité à sept niveaux définie par l'Insee en 2022.
Elle est située hors unité urbaine. Par ailleurs la commune fait partie de l'aire d'attraction de Toulouse, dont elle est une commune de la couronne,. Cette aire, qui regroupe 527 communes, est catégorisée dans les aires de 700 000 habitants ou plus (hors Paris),.

### Occupation des sols
L'occupation des sols de la commune, telle qu'elle ressort de la base de données européenne d’occupation biophysique des sols Corine Land Cover (CLC), est marquée par l'importance des territoires agricoles (85,2 % en 2018), en diminution par rapport à 1990 (89,5 %). La répartition détaillée en 2018 est la suivante : 
terres arables (83,5 %), forêts (10,5 %), zones urbanisées (4,3 %), zones agricoles hétérogènes (1,6 %). L'évolution de l’occupation des sols de la commune et de ses infrastructures peut être observée sur les différentes représentations cartographiques du territoire : la carte de Cassini (XVIIIe siècle), la carte d'état-major (1820-1866) et les cartes ou photos aériennes de l'IGN pour la période actuelle (1950 à aujourd'hui).

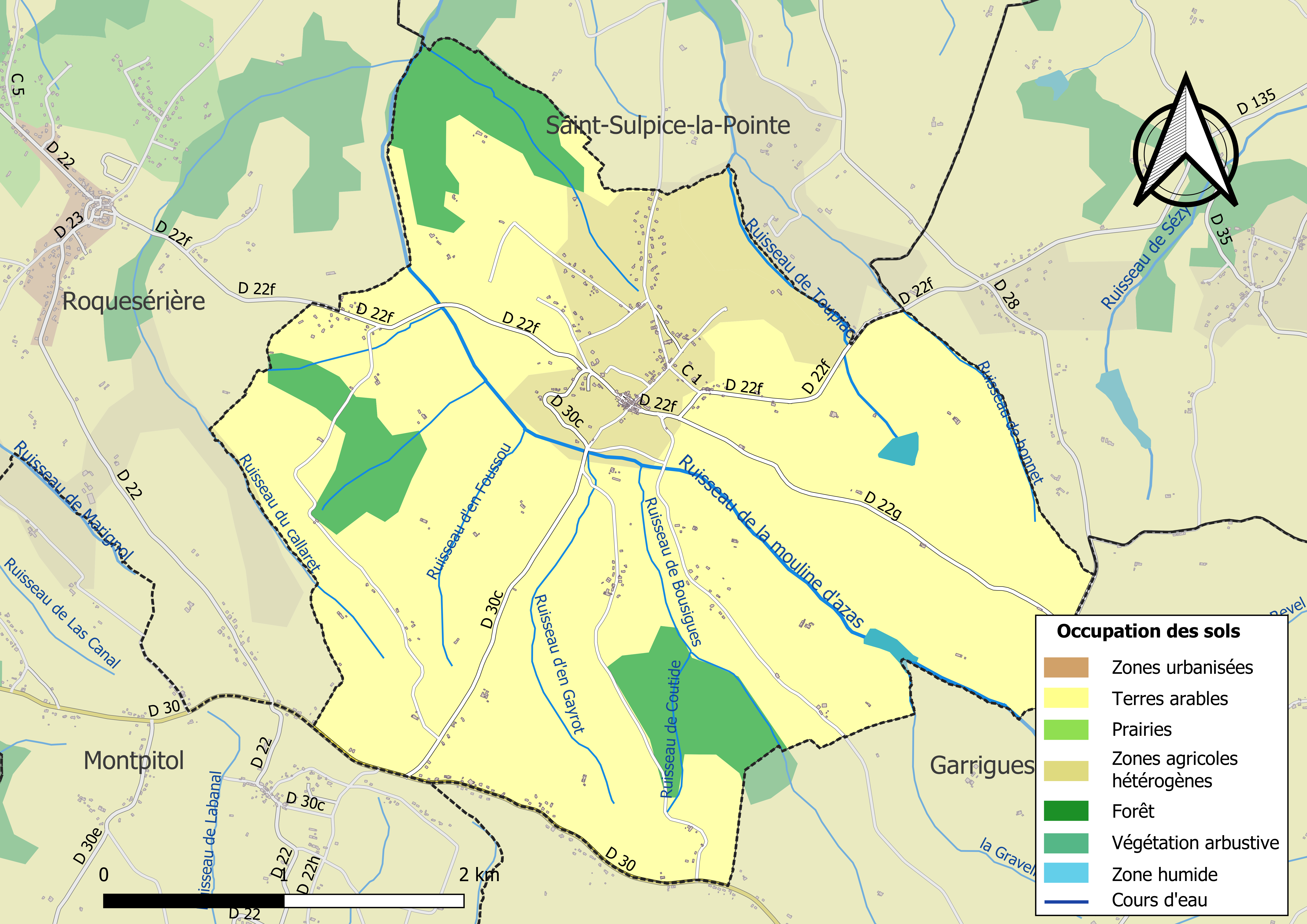
Carte des infrastructures et de l'occupation des sols de la commune en 2018 (CLC).

### Voies de communication et transports
Accès par l'autoroute A68 (sortie  4 direction Montastruc-la-Conseillère) et la départementale d 22, ainsi que par les transports en commun avec des bus du réseau Arc-en-ciel de Haute-Garonne, par le train en gare de Montastruc-la-Conseillère.

### Risques majeurs
Le territoire de la commune d'Azas est vulnérable à différents aléas naturels : météorologiques (tempête, orage, neige, grand froid, canicule ou sécheresse) et séisme (sismicité très faible). Un site publié par le BRGM permet d'évaluer simplement et rapidement les risques d'un bien localisé soit par son adresse soit par le numéro de sa parcelle.

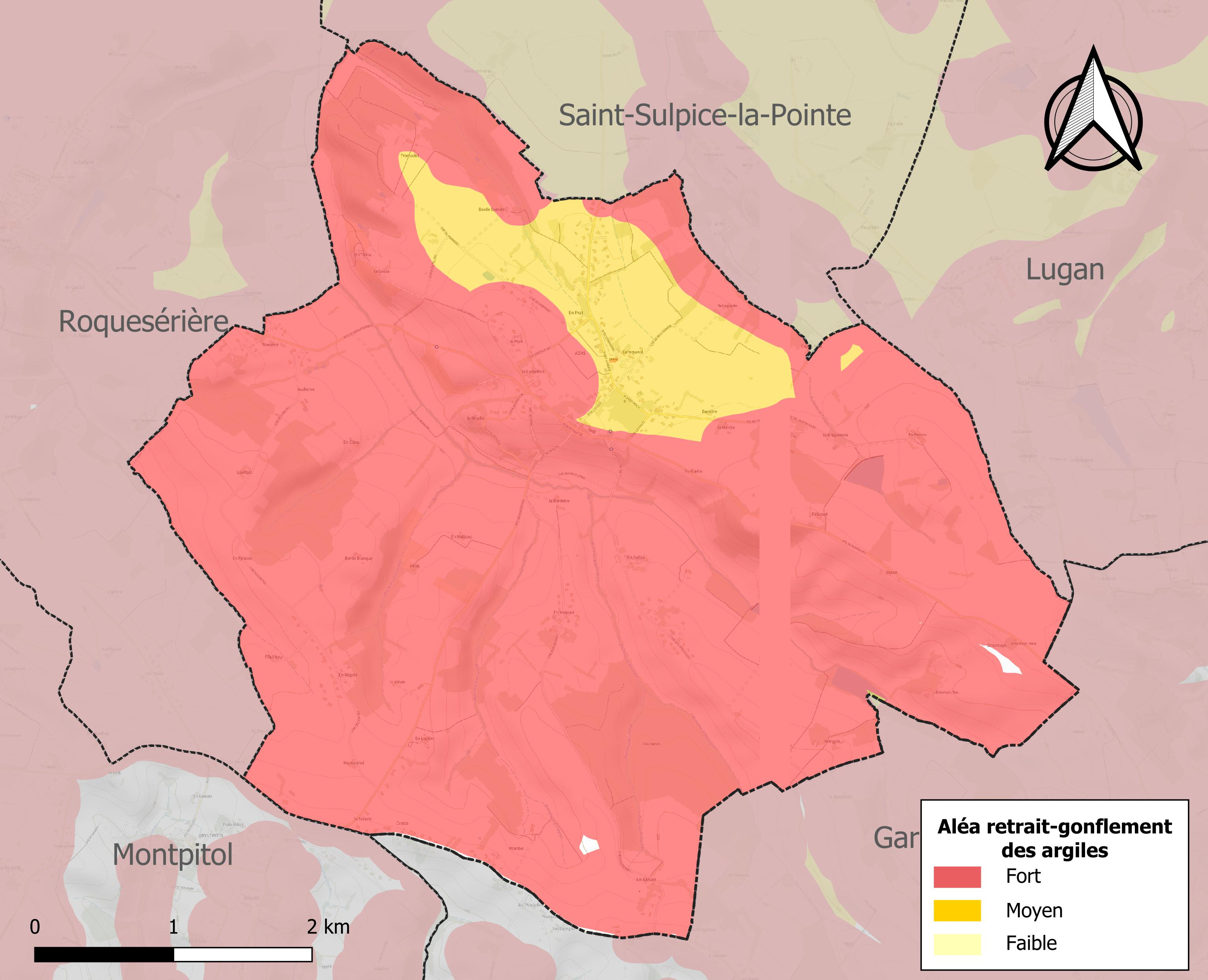
Carte des zones d'aléa retrait-gonflement des sols argileux d'Azas.

Le retrait-gonflement des sols argileux est susceptible d'engendrer des dommages importants aux bâtiments en cas d’alternance de périodes de sécheresse et de pluie. 99,7 % de la superficie communale est en aléa moyen ou fort (88,8 % au niveau départemental et 48,5 % au niveau national). Sur les 261 bâtiments dénombrés sur la commune en 2019, 260 sont en aléa moyen ou fort, soit 100 %, à comparer aux 98 % au niveau départemental et 54 % au niveau national. Une cartographie de l'exposition du territoire national au retrait gonflement des sols argileux est disponible sur le site du BRGM,.
Par ailleurs, afin de mieux appréhender le risque d’affaissement de terrain, l'inventaire national des cavités souterraines permet de localiser celles situées sur la commune.
Concernant les mouvements de terrains, la commune a été reconnue en état de catastrophe naturelle au titre des dommages causés par la sécheresse en 2003 et 2011 et par des mouvements de terrain en 1999.

## Politique et administration

### Administration municipale
Le nombre d'habitants au recensement de 2017 étant compris entre 500 habitants et 1 499 habitants, le nombre de membres du conseil municipal pour l'élection de 2020 est de quinze,.

### Rattachements administratifs et électoraux
Commune faisant partie de la deuxième circonscription de la Haute-Garonne, de la communauté de communes Tarn-Agout et du canton de Pechbonnieu (avant le redécoupage départemental de 2014, Azas faisait partie de l'ex-canton de Montastruc-la-Conseillère).

### Liste des maires
| Période                                  | Période  | Identité              | Étiquette | Qualité                                                      |
| ---------------------------------------- | -------- | --------------------- | --------- | ------------------------------------------------------------ |
| Les données manquantes sont à compléter. |          |                       |           |                                                              |
| mars 2001                                | 2014     | Odon de Pins          |           | Agriculteur                                                  |
| 2014                                     | 2016     | Marie-Thérèse Lacourt | SE        | Artisan                                                      |
| 2016                                     | 2020     | Christine Antonsanti  | SE        | Élue à la suite de la démission de 13 conseillers municipaux |
| 2020                                     | Mai 2021 | Fabian Giza           |           | Courtier                                                     |
| Décembre 2021                            | En cours | Laurent Lacourt       |           |                                                              |

## Population et société

### Démographie
L'évolution du nombre d'habitants est connue à travers les recensements de la population effectués dans la commune depuis 1793. Pour les communes de moins de 10 000 habitants, une enquête de recensement portant sur toute la population est réalisée tous les cinq ans, les populations de référence des années intermédiaires étant quant à elles estimées par interpolation ou extrapolation. Pour la commune, le premier recensement exhaustif entrant dans le cadre du nouveau dispositif a été réalisé en 2005.

En 2022, la commune comptait 670 habitants, en évolution de +2,76 % par rapport à 2016 (Haute-Garonne : +8,02 %, France hors Mayotte : +2,11 %).
| 1793 | 1800 | 1806 | 1821 | 1831 | 1836 | 1841 | 1846 | 1851 |
| ---- | ---- | ---- | ---- | ---- | ---- | ---- | ---- | ---- |
| 536  | 550  | 558  | 589  | 764  | 612  | 630  | 600  | 624  |

| 1856 | 1861 | 1866 | 1872 | 1876 | 1881 | 1886 | 1891 | 1896 |
| ---- | ---- | ---- | ---- | ---- | ---- | ---- | ---- | ---- |
| 600  | 593  | 589  | 579  | 573  | 555  | 551  | 523  | 512  |

| 1901 | 1906 | 1911 | 1921 | 1926 | 1931 | 1936 | 1946 | 1954 |
| ---- | ---- | ---- | ---- | ---- | ---- | ---- | ---- | ---- |
| 495  | 473  | 422  | 363  | 371  | 365  | 346  | 356  | 351  |

| 1962 | 1968 | 1975 | 1982 | 1990 | 1999 | 2005 | 2006 | 2010 |
| ---- | ---- | ---- | ---- | ---- | ---- | ---- | ---- | ---- |
| 309  | 279  | 254  | 306  | 351  | 402  | 456  | 460  | 571  |

| 2015 | 2020 | 2022 | - | - | - | - | - | - |
| ---- | ---- | ---- | - | - | - | - | - | - |
| 640  | 664  | 670  | - | - | - | - | - | - |

| selon la population municipale des années : | 1968 | 1975 | 1982 | 1990 | 1999 | 2006 | 2009 | 2013 |
| Rang de la commune dans le département      | 262  | 257  | 253  | 249  | 241  | 233  | 221  | 215  |
| Nombre de communes du département           | 592  | 582  | 586  | 588  | 588  | 588  | 589  | 589  |

### Enseignement
Azas fait partie de l'académie de Toulouse.
L'éducation est assurée par une école primaire (maternelle et élémentaire).

### Culture
Foyer rural, comité des fêtes, danse (rock 'n' roll), théâtre, fête locale fin juin,

### Activités sportives
Football, randonnée pédestre et VTT, pétanque, gymnastique, chasse,

## Économie

### Revenus
En 2018  (données Insee publiées en septembre 2021), la commune compte 243 ménages fiscaux, regroupant 662 personnes. La médiane du revenu disponible par unité de consommation est de 25 510 € (23 140 € dans le département).

### Emploi
|                | 2008  | 2013  | 2018  |
| -------------- | ----- | ----- | ----- |
| Commune        | 4,2 % | 6,4 % | 6,3 % |
| Département    | 7,7 % | 9,6 % | 9,3 % |
| France entière | 8,3 % | 10 %  | 10 %  |

En 2018, la population âgée de 15 à 64 ans s'élève à 397 personnes, parmi lesquelles on compte 84,4 % d'actifs (78,1 % ayant un emploi et 6,3 % de chômeurs) et 15,6 % d'inactifs,. Depuis 2008, le taux de chômage communal (au sens du recensement) des 15-64 ans est inférieur à celui de la France et du département.
La commune fait partie de la couronne de l'aire d'attraction de Toulouse, du fait qu'au moins 15 % des actifs travaillent dans le pôle,. Elle compte 55 emplois en 2018, contre 61 en 2013 et 47 en 2008. Le nombre d'actifs ayant un emploi résidant dans la commune est de 311, soit un indicateur de concentration d'emploi de 17,6 % et un taux d'activité parmi les 15 ans ou plus de 66,8 %.
Sur ces 311 actifs de 15 ans ou plus ayant un emploi, 40 travaillent dans la commune, soit 13 % des habitants. Pour se rendre au travail, 88,7 % des habitants utilisent un véhicule personnel ou de fonction à quatre roues, 3,9 % les transports en commun, 2,2 % s'y rendent en deux-roues, à vélo ou à pied et 5,1 % n'ont pas besoin de transport (travail au domicile).

### Activités hors agriculture

#### Secteurs d'activités
47 établissements sont implantés  à Azas au 31 décembre 2019. Le tableau ci-dessous en détaille le nombre par secteur d'activité et compare les ratios avec ceux du département,.
| Secteur d'activité                                                                                        | Commune | Commune | Département |
| Secteur d'activité                                                                                        | Nombre  | %       | %           |
| --- | ------- | ------- | ----------- |
| Ensemble                                                                                                  | 47      |         |             |
| Industrie manufacturière, industries extractives et autres                                                | 2       | 4,3 %   | (5,7 %)     |
| Construction                                                                                              | 13      | 27,7 %  | (12 %)      |
| Commerce de gros et de détail, transports, hébergement et restauration                                    | 10      | 21,3 %  | (25,9 %)    |
| Activités immobilières                                                                                    | 2       | 4,3 %   | (4,2 %)     |
| Activités spécialisées, scientifiques et techniques et activités de services administratifs et de soutien | 11      | 23,4 %  | (19,8 %)    |
| Administration publique, enseignement, santé humaine et action sociale                                    | 3       | 6,4 %   | (16,6 %)    |
| Autres activités de services                                                                              | 6       | 12,8 %  | (7,9 %)     |

Le secteur de la construction est prépondérant sur la commune puisqu'il représente 27,7 % du nombre total d'établissements de la commune (13 sur les 47 entreprises implantées  à Azas), contre 12 % au niveau départemental.

#### Entreprises et commerces
Les deux entreprises ayant leur siège social sur le territoire communal qui génèrent le plus de chiffre d'affaires en 2020 sont : 
- Chicago, activités d'architecture (55 k€)
- Amuline, commerce de gros (commerce interentreprises) non spécialisé (32 k€)

L'agriculture basée sur la culture de céréales (maïs, blé…) a encore une place importante mais tend à diminuer en faveur de zones résidentielles liées à la proximité de l'agglomération toulousaine.

### Agriculture
La commune est dans le Lauragais, une petite région agricole occupant le nord-est du département de la Haute-Garonne, dont les coteaux portent des grandes cultures en sec avec une dominante blé dur et tournesol. En 2020, l'orientation technico-économique de l'agriculture  sur la commune est la culture de céréales et/ou d'oléoprotéagineuses.
|               | 1988  | 2000 | 2010  | 2020 |
| ------------- | ----- | ---- | ----- | ---- |
| Exploitations | 23    | 14   | 15    | 13   |
| SAU (ha)      | 1 033 | 996  | 1 014 | 920  |

Le nombre d'exploitations agricoles en activité et ayant leur siège dans la commune est passé de 23 lors du recensement agricole de 1988  à 14 en 2000 puis à 15 en 2010 et enfin à 13 en 2020, soit une baisse de 43 % en 32 ans. Le même mouvement est observé à l'échelle du département qui a perdu pendant cette période 57 % de ses exploitations,. La surface agricole utilisée sur la commune a également diminué, passant de 1 033 ha en 1988 à 920 ha en 2020. Parallèlement la surface agricole utilisée moyenne par exploitation a augmenté, passant de 45 à 71 ha.

## Culture locale et patrimoine

### Lieux et monuments
- Le château d'Azas : château.
- L'église Saint-Martin[43] à Campenard.

### Personnalités liées à la commune
- Jean-Paul Viguier
- Christian Califano
- Armand Guibert

### Héraldique
| Azas | Son blasonnement est : D'azur flanqué d'argent. |

## Pour approfondir